# Aeroportul Richmond
Aeroportul Richmond (IATA: RCM, ICAO: YRMD) este un aeroport din Queensland, Australia ce deservește zona Richmond⁠(d). A fost numit după zona deservită.
Situat la o altitudine de 206 m, aeroportul dispune de o singură pistă. Este operat de Shire of Richmond⁠(d).